# Русько Олексій Микитович
Олексі́й Мики́тович Русько́ (30 березня 1906, Білосток — 25 серпня 1964, Київ) — український хімік, педагог, кандидат педагогічних наук, член-кореспондент Академії педагогічних наук РРФСР, керівник педагогічної секції комісії ЮНЕСКО для УРСР.

## Біографічні відомості
Народився 30 березня 1906 рокув місті Білостоці в сім'ї робітника-залізничника. У 1919–1925 роках працював слюсарем в місті Христинівці. Член ВКП(б) з 1925 року. У 1925 році за путівкою Христинівського райкому ВКП(б) направлений на навчання до робфаку Вищого інституту народної освіти (ВІНО) імені М. Драгоманова (з 1926 року — Київський інститут народної освіти). У 1928 році став студентом хімічного факультету Київського інституту народної освіти. 1930 року, у зв'язку з реорганізацією навчального закладу, продовжив навчання в Київському хіміко-технологічному інституті, який закінчив у 1932 році.
В 1932 році був запрошений на викладацьку роботу до Київського інституту соціального виховання (пізніше — Київський педагогічний інститут імені О. М. Горького). У 1932—1938 роках працював деканом хімічного факультету, заступником директора, виконуючим обов'язки директора інституту. У березні 1938—1944 роках (з перервою) був ректором Київського державного університету.
У лютому 1942 року очолював Об'єднаний український державний університет (ОУДУ) в місті Кизил-Орді Казахської РСР до якого входили Київський та Харківський університети. З 1 вересня до початку листопада 1943 року виконував обов'язки ректора Харківського університету. 6 листопада 1943 року повернувся до виконання обов'язків ректора Київського університету.
З червня 1944 по 1958 рік працював заступником міністра народної освіти УРСР. У 1948 році захистив у Ленінграді дисертацію на ступінь кандидата педагогічних наук. В 1957 році обраний членом-кореспондентом Академії педагогічних наук РРФСР. З 1958 по 1964 рік очолював Науково-дослідний інститут педагогіки УРСР. В 1960 році був одним з організаторів і першим головою Педагогічного товариства УРСР.

Могила Олексія Руська

Помер 25 серпня 1964 року у Києві. Похований на Байковому цвинтарі (ділянка № 1).

## Праці
Автор науково-методичних робіт з хімії та загальнопедагогічних питань, співавтор підручників із загальної хімії для учительських інститутів, природничих факультетів педагогічних інститутів і для середньої школи.